# Phrurolithus festivus
Espèce
Synonymes
- Macaria festiva C. L. Koch, 1835
- Drassus propinquus Blackwall, 1854
- Liocranum celer O. Pickard-Cambridge, 1879

Phrurolithus festivus est une espèce d'araignées aranéomorphes de la famille des Phrurolithidae.

## Distribution
Cette espèce se rencontre en Europe, en Turquie, en Russie, au Kazakhstan, en Iran, en Chine, en Corée du Sud et au Japon.
Elle a été introduite au Canada.

## Description

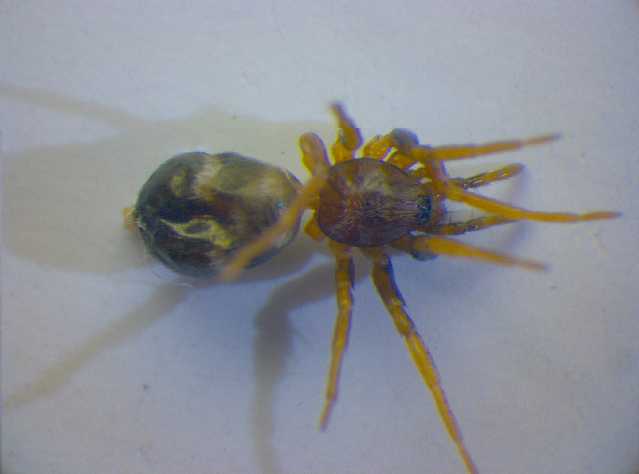
Phrurolithus festivus ♀

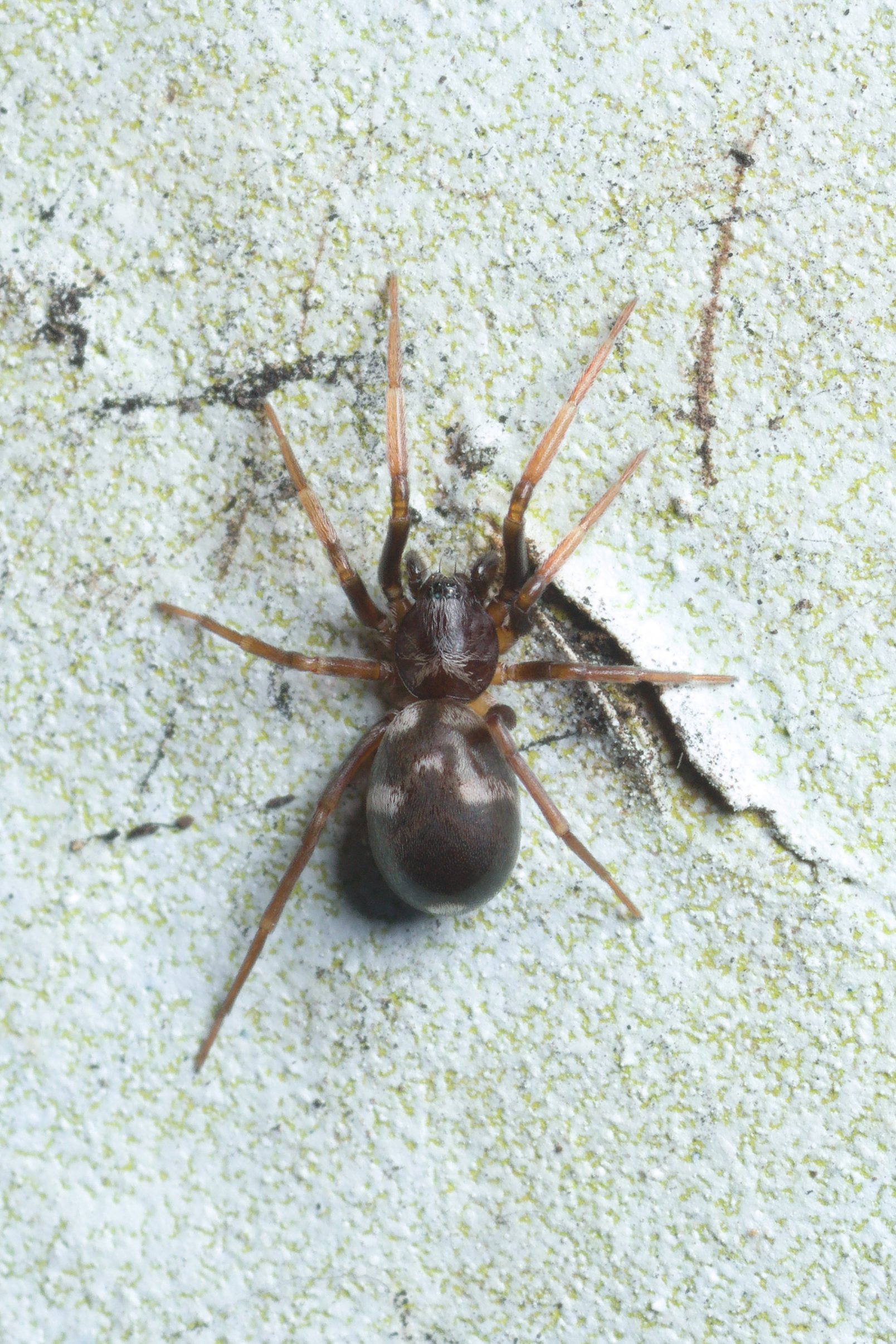
Phrurolithus festivus ♀

Les mâles mesurent de 2,2 à 2,9 mm et les femelles de 2,4 à 3,2 mm.

## Systématique et taxinomie
Cette espèce a été décrite sous le protonyme Macaria festiva par C. L. Koch en 1835. Elle est placée dans le genre Phrurolithus par C. L. Koch en 1839.

## Publication originale
- C. L. Koch, 1835 : Arachniden. Deutschlands Insekten, p. 128-133.